# Herbigsbach
Der Herbigsbach ist ein linker Zufluss des Hensbachs in Aschaffenburg in Bayern.

## Verlauf
Der Herbigsbach beginnt in Schweinheim in der Gemarkung See-Eck am Bolzplatz auf einer Höhe von ca. 169 m ü. NHN, führt durch einen Rohrdurchlass unter dem Reiterweg hindurch und fließt dann nach Nordnordwesten bis zu seiner endgültigen Verrohrung an der Straße An den Rosengärten, in der er dann dem Hensbach auf ca. 151 m ü. NHN zugeführt wird.